# 毛爾縣
毛爾縣（英語：Mower County）是美國明尼蘇達州東南部的一個縣，南鄰愛阿華州相望。面積1,843平方公里。根據美國2000年人口普查，共有人口38,603人。縣治奧斯汀 （Austin）。
成立於1855年2月20日，1856年3月1日縣政府成立。縣名紀念州議員John E. Mower。